# Birgit von Bentzel

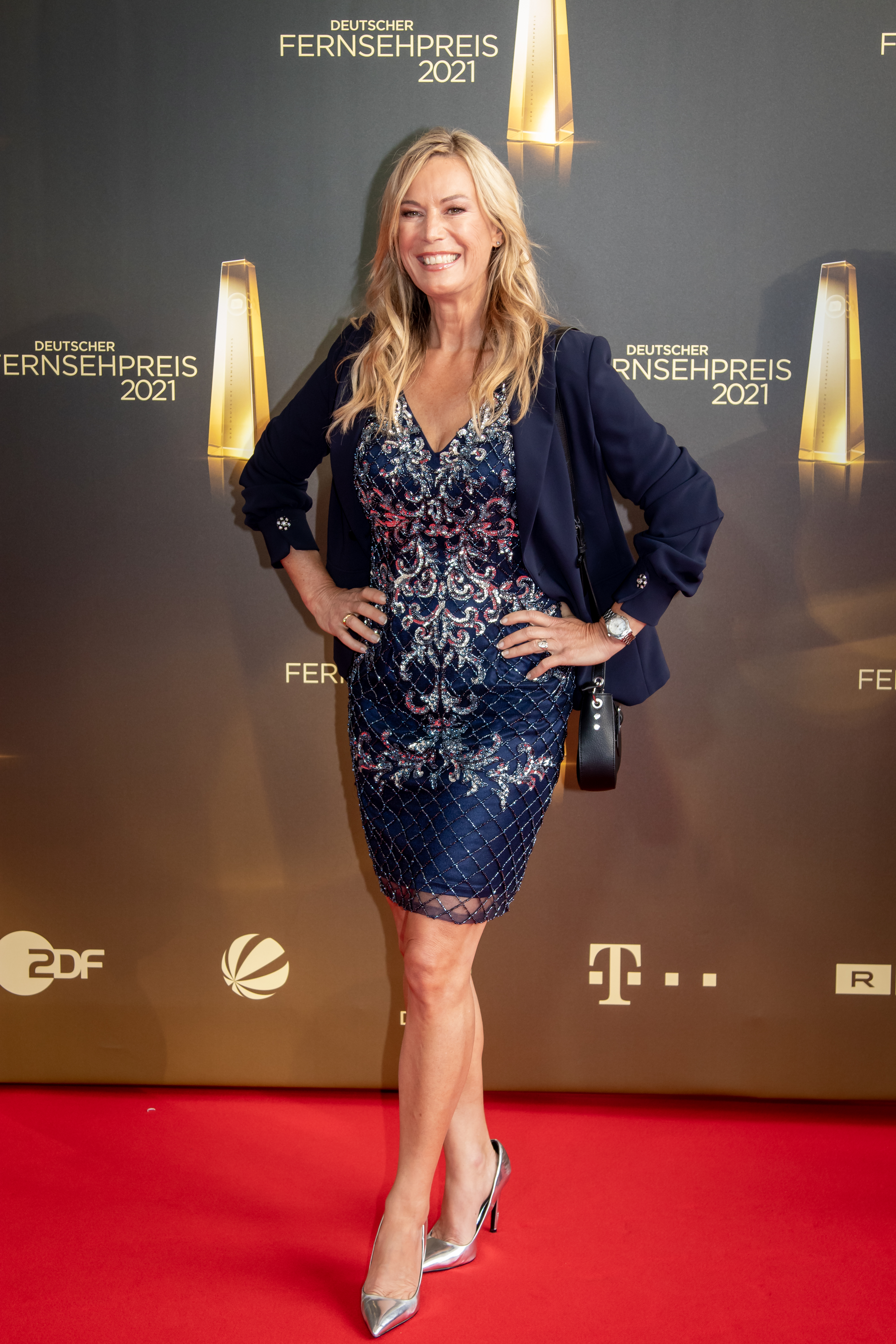
Birgit von Bentzel (2021)

Birgit Gräfin von Bentzel-Sturmfeder-Horneck (* 25. Mai 1969 als Birgit Kick in Nürnberg) ist eine deutsche Fernsehmoderatorin.

## Leben und Karriere
Birgit von Bentzel durchlief nach dem Abitur am Schwabacher Adam-Kraft-Gymnasium in Deutschland und in den USA eine Ausbildung zur Moderatorin. Bei Radio Charivari moderierte sie später eine eigene Sendung. Parallel dazu absolvierte sie 1994 ein Volontariat beim Regionalsender FF Franken Fernsehen. Anfangs moderierte sie dort die Nachrichten und eine Kinder- sowie eine Reisesendung.
Anschließend wurde sie 1995 Redaktionsleiterin bei RTL Franken Life. Von 1997 bis 2001 moderierte sie das Regionalmagazin Guten Abend RTL beim Privatsender RTL. Von 2001 bis 2006 führte sie durch die Morgenmagazine Punkt 6 und Punkt 9. Seit April 2003 ist sie erste Stellvertreterin von Ulrike von der Groeben bei RTL aktuell für den Bereich Sport. Seit 2010 moderiert sie den Sport bei n-tv.
Außerdem war sie bei der Fußball-WM 2006 für RTL als Reporterin unterwegs, moderierte für RTL und n-tv das WM- und EM-Fußball-Frühstück, die Olympiade 2012 und den Berlin-Marathon 2012. Sie war bei VOX in VIP Hundeprofi zu sehen und kommentiert regelmäßig bei RTL in den Sendungen Die 10 und Die 25.

### Privates
2001 heiratete sie den gleichaltrigen Geschäftsführer des Erlebnisparks Schloss Thurn, Benedikt Graf von Bentzel-Sturmfeder-Horneck. Ihr heutiger Lebensgefährte ist der Fernsehproduzent Oliver Christians.

## Fernsehauftritte

### Moderation
- 1997–2001: Guten Abend RTL (RTL)
- 2001–2006: Punkt 6 und Punkt 9 (RTL)
- seit 2003: RTL aktuell (RTL)
- seit 2010: n-tv News (N-tv)
- seit 2020: Pralles Leben mit Gewicht (Health tv)

### Gastauftritte
- seit 2003: Die 10... / Die 25... (RTL) (gelegentliche Auftritte)
- 2012: Der V.I.P. Hundeprofi (VOX)